# Li Qian (bokserka)
Li Qian (chiń. 李倩; pinyin Lǐ Qiàn; ur. 6 czerwca 1990 w Zhengzhou) – chińska bokserka, mistrzyni olimpijska, mistrzyni świata i igrzysk azjatyckich, dwukrotnie złota medalistka mistrzostw Azji. Występowała w kategorii do 75 kg.

## Kariera
W 2014 roku zdobyła srebrny medal igrzysk azjatyckich w Inczonie w kategorii do 75 kg. Po zwycięstwach w pierwszej rundzie z Lankijką Dapaną Durage Shiromali Weerarathną i w półfinale z Indyjką Pooją Rani przegrała w finale z Jang Un-hui z Korei Północnej. Tego samego roku zdobyła srebro na mistrzostwach świata w Czedżu. W ostatnim pojedynku uległa Amerykance Claressie Shields 0:3. Z kolei w półfinale okazała się lepsza od Holenderki Nouchki Fontijn 3:0.
Wystąpiła na igrzyskach olimpijskich w Rio de Janeiro w 2016 roku. W rywalizacji do 75 kg zdobyła brązowy medal. W ćwierćfinale pokonała reprezentantkę gospodarzy Andreię Bandeirę 3:0. W półfinale niejednogłośnie przegrała z Holenderką Nouchką Fontijn.
W 2018 roku wzięła udział na mistrzostwach świata w Nowym Delhi. W ćwierćfinale wygrała z Natashą Gale z Anglii. W półfinale była lepsza od Amerykanki Naomi Graham, a w finale pokonała Nouchkę Fontijn 4:1.
W 2021 roku wzięła udział w Letnich Igrzyskach Olimpijskich 2020 w Tokio, gdzie w rywalizacji kobiet do 75 kg zdobyła srebrny medal, przegrywając w finale z Lauren Price. W 2024 roku na igrzyskach w Paryżu w rywalizacji kobiet do 75 kg zdobyła złoty medal, wygrywając w finale z Atheyną Bylon.